# 许昌文峰塔
34°01′08″N 113°49′54″E / 34.01889°N 113.83167°E
许昌文峰塔，又称文明塔，文明寺塔，是位于河南省许昌市的文峰塔。2006年5月，文峰塔作为明代古建筑，被国务院列入第六批全国重点文物保护单位名单中。

## 简介
文峰塔于明万历42年（公元1614年）由许州太守郑振光建造。13层高52米，由基台、塔基、塔身、塔刹四部分组成。呈平面八角形，造型精美、结构谨严，为河南省200座明代砖塔之冠，并有“中国风水第一塔”的美誉。塔前立有三座石碑，分别为：明万历四十三年《文明塔赋》，清康熙五十八年《重修文明塔寺记》和清嘉庆十四年《重修文明寺释迦文佛殿鳌头观音殿碑记》。
目前它位于许昌市博物馆东院，"文峰耸秀"为许昌十景之一 。
近年来文峰塔出现了倾斜加速的现象。

## 图片
- 南面
- 东南面，可看出塔身明显向东北方向倾斜
- 北面
- 塔刹
- 塔身二层和三层
- 塔身底层
- 出檐
- 出檐
- 檐角
- 西南面塔基
- 塔基须弥座
- 塔基须弥座